# Marthe Franceschini
Pour les articles homonymes, voir Franceschini.
Marthe Franceschini renommée Davia (Dawiya, « lumineuse »), née le 25 avril 1755 à Tunis et morte en 1799 à Larache, fut une esclave concubine puis l'une des épouses de Mohammed ben Abdallah, sultan du Maroc.

## Biographie
Selon certaines sources Marthe Franceschini est la fille de Silvia (née Monchi) et Jacques-Marie Franceschini, Corses enlevés et amenés à Tunis. Le couple est acheté par le Dey de Tunis, et le mari devient surveillant de ses esclaves et gagne sa confiance. Libérés, les époux retournent en Corse avec leur fille mais sont de nouveau capturés, cette fois-ci par des pirates marocains. Une autre version relatée par le docteur William Lempriere qui rencontra Marthe en 1789 cite, d’après les explications de cette dernière, qu’elle est génoise. Et qu’âgée de huit ans avec sa mère, elle embarqua de Gênes vers une destination, mais leur bateau échoua sur les côtes Marocaines où elle furent retenues captives.
La beauté de Marthe attira Sidi Mohammed ben Abdallah, le sultan alaouite du Maroc, qui la prit dans son harem. En 1786, elle devient une de ses quatre épouses légitimes en tant que Davia (Dawiya) et première sultane, officieusement puisque ce titre n'existe pas. Selon Thierry Ottaviani, la jeune femme tentera d'entrer en contact avec les grandes cours d'Europe dont celle d'Espagne, mais aussi Napoléon Bonaparte qui en référera au mémorialiste Gaspard Gourgaud, alors qu'ils sont à Sainte-Hélène.
Elle a eu une fille, morte avant son adolescence. Son frère fut consul de France à Mogador, l'année de la mort de la sultane.

## Postérité

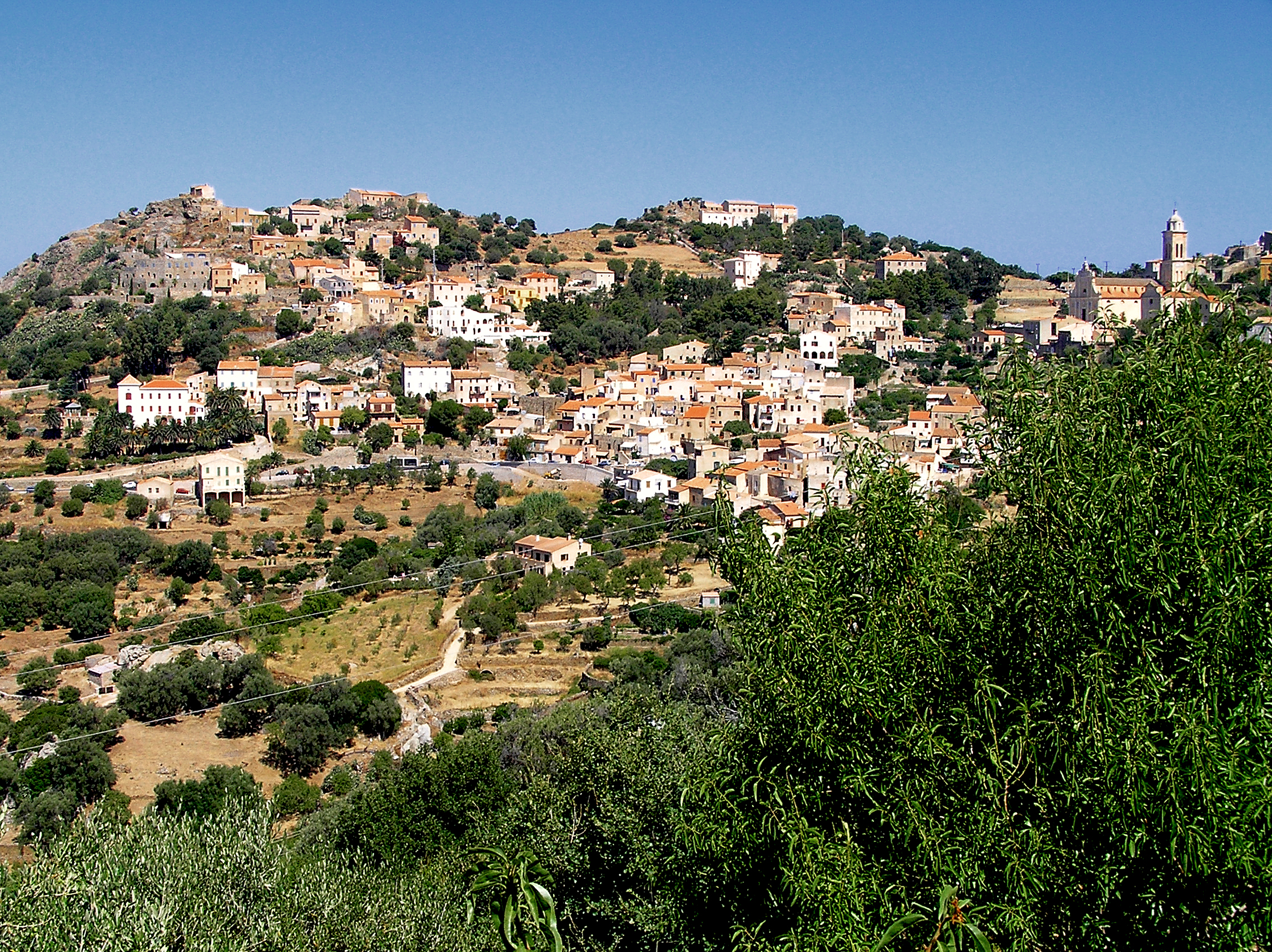
Le village de Corbara, en Corse.

À Corbara d'où ses parents sont originaires, elle est connue comme « impératrice du Maroc ».
Une maison surnommée A casa di i Turchi, bâtie à sa demande et à ses frais par son frère Vincent, est visible à Corbara.